# Ranker
Ranker — цифровая медиа-компания, расположенная в Лос-Анджелесе. На сайте представлены опросы о развлечениях, брендах, спорте, еде и культуре. Является одной из крупнейших баз данных мнений с более чем 1 миллиардом голосов, собранных более чем миллионами субъективных избирателей. Ranker имеет сотни тысяч списков мнений.
На списки от Ranker ссылаются как на источник многих публикаций по поп-культуре, торговле и технологиям, включая телевидение и радио. Ranker собирает голоса отдельных пользователей и отслеживает их в различных списках, что призвано показать корреляцию между интересами в поп-культуре.